# Liste der Universitäten in Argentinien

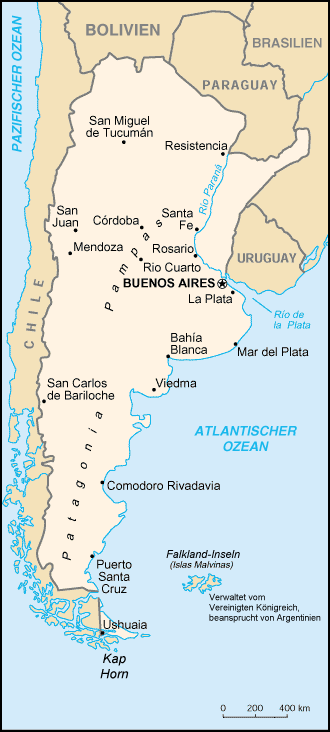
Übersichtskarte Argentinien

Dies ist eine Liste der Universitäten in Argentinien.
Argentinien hat über 20 staatliche Universitäten und fast genauso viele private Hochschulen. Die wichtigste Hochschule ist die Universität Buenos Aires (gegründet 1821). Andere bedeutende Universitäten sind die Päpstliche Katholische Universität von Argentinien (gegründet 1958), die Nationale Technische Universität (gegründet 1959), die Nationale Universität Córdoba (gegründet 1613), sowie die Universitäten in Bahia Blanca (gegründet 1956), La Plata (gegründet 1905), Mendoza (gegründet 1939), San Miguel de Tucumán (gegründet 1914) und Rosario (gegründet 1968).
Argentinien hat ein dreigliedriges Studiensystem mit einem ersten Lizenziatsabschluss nach vier Jahren bzw. einem Abschluss nach fünf Jahren in Jura, Medizin oder Ingenieurwissenschaften. Aufbauend auf dem ersten Abschluss ist ein zweijähriges Studium mit dem akademischen Grad Especialista oder Maestería möglich. Dritte Stufe ist die Promotion mit einem akademischen Doktorgrad.
Üblich sind an argentinischen Hochschulen Schichtbetriebe, d. h., es gibt einen „turno mañana“ (Frühschicht), einen „turno tarde“ (Spätschicht) und den „turno noche“ (Nachtschicht); die frühesten Kurse beginnen um 8 Uhr, die spätesten um 21 Uhr (bis 23 Uhr).

## Staatliche Universitäten
- Nationale Universität Córdoba, (span.: Universidad Nacional de Córdoba - UNC), Córdoba
- Nationale Universität Cuyo, (span.: Universidad Nacional de Cuyo - UNCuyo), Provinz Mendoza
- Nationale Universität des Comahue, (span.: Universidad Nacional del Comahue - UNCo), Neuquén - Río Negro
- Nationale Universität des Südens, (span.: Universidad Nacional del Sur - UNS), Bahía Blanca
- Nationale Universität Feuerland, Antarktis und südatlantische Inseln, (span.: Universidad Nacional de Tierra del Fuego, Antártida e Islas del Atlántico Sur - UNTDF), Ushuaia
- Nationale Universität La Plata, (span.: Universidad Nacional de La Plata - UNLP), La Plata
- Nationale Universität Misiones, (span.: Universidad Nacional de Misiones - UNaM), Provinz Misiones
- Nationale Universität Patagonien, (span.: Universidad Nacional de la Patagonia San Juan Bosco - UNPSJB), Provinz Patagonien
- Nationale Universität Rosario, (span.: Universidad Nacional de Rosario - UNR), Rosario
- Nationale Universität Tucumán, (span.: Universidad Nacional de Tucumán - UNT), San Miguel de Tucumán
- Nationale Universität Salta, (span.: Universidad Nacional de Salta - UNSa), Salta
- Nationale Technische Universität, (span.: Universidad Tecnológica Nacional - UTN), Buenos Aires
- Nationale Universität San Martín: (span.: Universidad Nacional de San Martín - UNSAM), San Martín (Buenos Aires)
- Nationale Universität General Sarmiento, (span.: Universidad Nacional de General Sarmiento - UNGS), Provinz Buenos Aires
- Universidad Nacional de Río Cuarto
- Institut Balseiro, (span.: Instituto Balseiro), San Carlos de Bariloche
- Universität Buenos Aires, (span.: Universidad de Buenos Aires - UBA), Buenos Aires

## Private Universitäten
- Aconcagua Universität, (span.: Universidad del Aconcagua - UDA), Mendoza
- Instituto Superior Juan XXIII
- Universität Belgrano, (span.: Universidad de Belgrano - UB), Buenos Aires
- Universität CEMA, (span.: Universidad del CEMA - UCEMA), Buenos Aires
- Universität Flores, (span.: Universidad de Flores - UFLO), Buenos Aires
- Universität Morón, (span.: Universidad del Morón - UM), Morón
- Universität des Nordens Heiliger Thomas von Aquin, (span.: Universidad del Norte Santo Tomás de Aquino - UNSTA), San Miguel de Tucumán
- St. Andreas Universität, (span.: Universidad de San Andrés - UdeSA), Victoria bei Buenos Aires
- Universität Torcuato Di Tella, (span.: Universidad Torcuato Di Tella - UTDT), Buenos Aires
- IAE Universität, (span.: IAE Universidad Austral - IAE), Buenos Aires
- ITBA Universität, (span.: Instituto Tecnológico de Buenos Aires - ITBA), Buenos Aires
- Päpstliche Katholische Universität von Argentinien, (span.: Pontificia Universidad Católica Argentina - UCA), Buenos Aires
- Katholische Universität Córdoba (Universidad Católica de Córdoba UCC), Córdoba
- Katholische Universität von Cuyo (Universidad Católica de Cuyo), San Juan
- Katholische Universität von La Plata (Universidad Católica de la Plata), La Plata
- Katholische Universität von Salta (Universidad Católica de Salta)
- Katholische Universität von Salta (Universidad Católica de Salta, Subsede Buenos Aires)
- Universidad Católica de Santa Fé
- Universidad Católica de Santiago del Estero
- Universidad FASTA de la Fraternidad de Agrupaciones Santo Tomás de Aquino, Mar del Plata
- Universidad FASTA, Bariloche
- Universidad del Salvador
- Universidad CAECE (UCAECE), Buenos Aires / Mar del Plata